# Кульон ескімоський
Кульон ескімоський (Numenius borealis) — вид сивкоподібних птахів родини баранцевих (Scolopacidae). Історично був досить поширений в арктичному поясі Північної Америки, але, ймовірно, вимер у другій половині XX століття.

## Поширення
Птах розмножувався на Північно-Західних територіях Канади, і, можливо, також на Алясці. Птахи мігрували через Гудзонову затоку, Карибський басейн до Аргентини, Уругваю, Парагваю, крайньої південної частини Бразилії та Чилі на південь до Патагонії. Зворотна міграція, ймовірно, відбувалася вздовж узбережжя Тихого океану, через Центральну Америку, Мексиканську затоку до узбережжя Техасу та на північ через прерії.
Ймовірно, популяція виду налічувала сотні тисяч, але швидко скоротилася в 1870-1890-х роках, щоб стати дуже рідкісним у 20 столітті. Останній неспростовний запис був про зразок, зібраний на Барбадосі в 1963 році. Відтоді не було жодного підтвердженого запису (жодного з місць зимівлі в Південній Америці з 1939 року), лише кілька непідтверджених звітів протягом 1981—2006 років, з останнім непідтвердженим спостереженням з Барбадосу у вересні 2012 року. Популяція (якщо така зберігається) має бути крихітною.
Аналіз, заснований на історичних спостереженнях, показав, що популяція виду, ймовірно, скоротилася в першому десятилітті 20-го століття і, швидше за все, вимерла наприкінці 1960-х років, з верхньою межею довірчого інтервалу в 1977 році. Однак новий аналіз, який включав невизначеність спостереження, зробив висновок, що вид, можливо, вимер, але існує певний рівень невизначеності, який припускає, що зникнення виду ще не підтверджено.

## Опис
Довжина тіла становила 29-38 см, маса тіла 270—454 г, розмах крил близько 70 см. В оперенні переважав колір кориці. Дзьоб був трохи загнутий вниз, темно-коричневого кольору. Верх голови темний, з чітко вираженою тім'яною смугою. V-подібні чорні плями покривали груди та боки тіла. Риючі крил переважно однотонні (не смугасті). Синьо-сірі ніжки.